# Густавсфорс
Густавсфорс (швед. Gustavsfors) — это небольшая деревня, расположенная на Дальсландском канале на границе между Дальсландом и Вермландом вдоль окружной дороги 172. Основная часть деревни расположена в районе Торрскогс (приход Торрскогс) в муниципалитете Бенгтсфорс, графство Вестра-Гёталанд. Небольшие части деревни до 2015 года находились в районе Бломскогс (волость Бломскогс) в муниципалитете Арьянгс, графство Вармлэнд и в районе Варвик.

## История
Густавсфорс — деревня, которая боролась за своё выживание в 1900-х годах. Деревня была построена вокруг своей железной и бумажной промышленности, но теперь она изменилась, чтобы поддерживать себя за счёт туризма в летний период .

## Туристические достопримечательности
В деревне есть Мельница Густавсфорс находящаяся в этом районе с 1740-х годов. Кроме того, здесь есть Часовня Густавсфорс, хостел "Алькатрас" (построенный в старом складе на канале между озерами Стура-Ле[уточнить] и Кырксён), несколько кафе и ресторанов, открытых летом, прокат каноэ, сельский магазин и немецкая пекарня "Svens Kopparkittel" , где пекут настоящий немецкий хлеб на закваске.
Также через Густавсфорс проходит заброшенная железная дорога Дал-Вястра-Вармланд, по которой осуществляется движение выездных лошадей между Орьенгом и Бенгтсфорсом.